# Levana
A levana é  um frutano, oligossacarídeo, polímero, constituído por unidades de frutose vinculados por ligações glicosídicas do tipo  β(2→6).
Este  oligossacarídeo apresenta inúmeras aplicações  biotecnológicas: na indústria farmacêutica como anticarcinôgeno; na indústria cosmética e alimentícia como agente espessante e adoçante.
A levana é sintetizada por microorganismos (  principalmente Bacillus subtilis e  Zymomonas mobilis ) a partir da sacarose como fonte de carbono.